# Joachim Gauck
Joachim Gauck (Rostock, 1940. január 24. –) német evangélikus lelkész, teológus, politikus. A Német Demokratikus Köztársaság időszakában a polgárjogi mozgalom egyik vezető alakja, 1990-ben az utolsó (és egyben az első szabadon választott) NDK-parlament képviselője, az újraegyesítés után az NDK állambiztonsági szolgálatának iratait feltáró hivatal elnöke volt 2000-ig. Ezt követően közíróként tevékenykedett.
2010-ben Németország Szociáldemokrata Pártja (SPD) és a Szövetség ’90/Zöldek (Bündnis90/Die Grünen) jelöltje volt a szövetségi elnöki tisztségre, ám alulmaradt Christian Wulff-fal szemben. 2012. február 19-én, két nappal Christian Wulff lemondása után a CDU/CSU, az FDP, az SPD és a  Szövetség ’90/Zöldek megállapodott abban, hogy ő legyen a Német Szövetségi Köztársaság tizenegyedik szövetségi elnöke. 2012. március 18-án megválasztotta a szövetségi elnök megválasztására hivatott Szövetségi Gyűlés (Bundesversammlung) a tisztségre. Gauck öt nappal később letette a hivatali esküt.

## Fiatalkora
Gauck édesapja hajóskapitány, édesanyja irodai alkalmazott volt. A második világháború időszakát Wustrowban töltötte, amelyet elkerültek a szövetséges bombázások. Édesapja angol hadifogságba került, ahonnan 1946-ban szabadult. Ekkor már Rostockban élt testvéreivel és édesanyjával. 1951-ben az addigra már hajózási ellenőrként dolgozó édesapját két férfi elvitte, majd egy katonai bíróság 25 év szabadságvesztésre ítélte koholt vádak alapján kémkedés és szovjetellenes izgatás miatt. Gauck édesapját egy szovjet munkatáborba szállították, ahonnan 1955-ben térhetett haza.

## Lelkészként
Gauck 1958-ban érettségizett. Eredetileg újságírást akart tanulni, de családi háttere miatt nem engedték, így helyette a Rostocki Egyetemen kezdte meg tanulmányait evangélikus teológia szakon. 1959-ben megnősült. Az egyetemet 1965-ben fejezte be. Előtte 1964-ben egy idegorvosi vizsgálat után engedték meg a plusz tanulmányi évet. Segédlelkészi tevékenységét a Güstrow melletti Laage városában kezdte, majd lelkésszé avatták. Ezt követően a mecklenburgi evangélikus püspökség különböző településein végzett lelkészi szolgálatot. Előbb Lüssowban, majd Rostock egyik lakótelepi részében, Evershagenben szolgált, ahol templom nélküli missziót vezetett. 1982-ben a mecklenburgi egyházi gyűlések szervezésével bízták meg Gauckot. A vezetése alatt tartott beszédet Helmut Schmidt egykori nyugat-német kancellár az 1988-as egyházi gyűlésen.

## A NDK utolsó éveiben
1989-ben bekapcsolódott a kelet-német polgárjogi mozgalomba, az Új Fórum (Neues Forum) rostocki szervezetének lett tagja, később szóvivője. Gauck tartotta meg 1989 októberétől a heti istentiszteleteket és részt vett az ezt követő tüntetéseken. 1990-ben a Neues Forum jelöltjeként tagja lett az első szabadon választott kelet-német parlamentnek, a Népi Kamarának (Volkskammer). Az alakuló ülést követően Gauckot megválasztották az Állambiztonsági Minisztérium (Stasi) megszüntetését ellenőrző különbizottság [Sonderausschuss zur Kontrolle der Auflösung des Ministeriums für Staatssicherheit (MfS)/Amt für Nationale Sicherheit (AfNS)] elnökévé. Bizottsági elnökként Gauck terjesztette be a Stasival kapcsolatos adatvédelmi szabályokat lefektető törvényjavaslatot, amelyet a parlament elfogadott. A Népi Kamara utolsó ülésén Gauckot az NDK egykori állambiztonsági szolgálatának (Stasi) személyi iratokra vonatkozó különmegbízottjává nevezték ki. Tisztségében a német újraegyesítést követően megerősítették. Ekkor lemondott parlamenti képviselői mandátumáról.
Az NDK időszakában a Stasi rendszeresen megfigyelés alatt tartotta.

## Az újraegyesítést követően

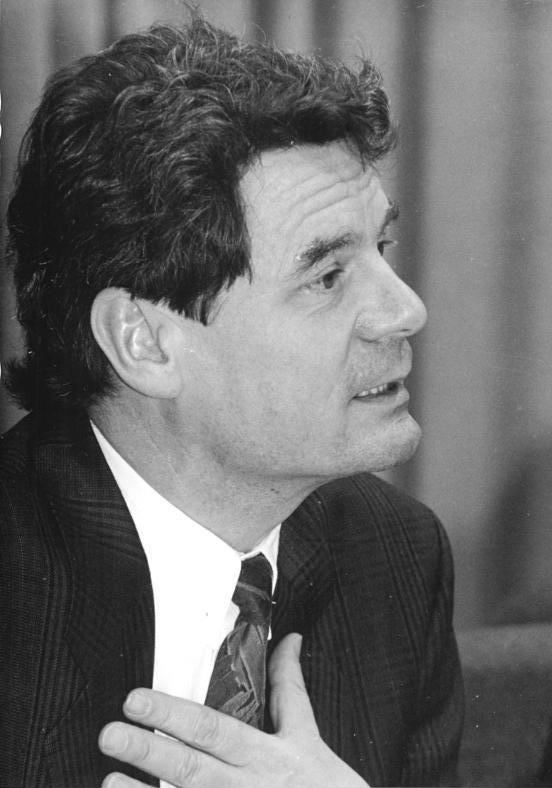
1990 decemberében

Gauck a munkáját kezdetben a vezető kelet-német állampárt, az SED Központi Bizottságának egykori épületében kezdte meg. 1992-ben, amikor a német Bundestag elfogadta a Stasi-iratok kezelésével és feldolgozásával kapcsolatos törvényt, megerősödött jogköre és hivatallá alakult a szervezet. Ebben az időszakban kezdődött meg a Stasi iratainak rendszerezése, kutathatóvá tétele és megtekinthetősége. 1995-ben megerősítették tisztségében. Második elnöki ciklusában sikertelenül próbálkozott a közepesen súlyos bűncselekmények elévülési idejének meghosszabbításával. 1998-ban sikerült elérnie, hogy ne szüntessék meg a hivatalt. 2000-ben törvényi okokból nem maradhatott a hivatal elnöke, utódja Marianne Birthler lett. A hivatal hosszú és nehézkes neve miatt a köznyelvben hosszú ideig „Gauck-hivatal” (Gauck-Behörde) néven volt ismert.
Hivatali idejének lejárta után közírói tevékenységbe kezdett: publicisztikákat írt különböző német lapokba, valamint televíziós vitaműsorok gyakori vendégeként szerepelt. 2001-ben a német közszolgálati televízióban vezetett vitaműsort. 2001 és 2004 között a Rasszizmus és Idegengyűlölet Európai Megfigyelőközpontja igazgatótanácsának tagja volt. 2003-ban a „Felejtés ellen – Demokráciáért” (Gegen Vergessen – Für Demokratie) nevű egyesület elnöke lett. Emellett további egyesületek tagja és alapítványok kuratóriumának vagy szenátusának tagja.
2009-ben önéletrajzi könyvet írt Winter im Sommer – Frühling im Herbst címmel.

## Elnökjelölések
2010-ben az ellenzéki Németország Szociáldemokrata Pártja (SPD) és a Szövetség ’90/Zöldek (Bündnis90/Die Grünen) az addigra pártonkívüli Gauckot jelölte a Horst Köhler lemondása okán megüresedett szövetségi elnöki tisztségre. Jelölése nagy társadalmi visszhangot váltott ki. A szövetségi elnököt egy külön erre a célra létrehozott testület, a Bundesversammlung választja. A testületben a kormánypárti Kereszténydemokrata Unió/Bajor Keresztényszociális Unió pártcsaládnak (CDU/CSU) és a Német Szabaddemokrata Pártnak (FDP) ugyan nem volt meg a többsége, de a két ellenzéki pártnak sem. A szintén jelentősebb létszámmal rendelkező szocialista Die Linke külön jelöltet állított Lukrezia Jochimsen személyében. A június 30-án lefolyt választás során a kormánypártok által jelölt Christian Wulff nem tudott megfelelő többséget szerezni az első két fordulóban. A harmadik fordulóban a két legtöbb szavazatot kapott jelölt (Wulff és Gauck) maradhatott, a szocialista Baloldali Párt (Die Linke) tagjainak többsége érvénytelenül szavazott, így Wulff nyerte a választást.
2012. február 19-én, két nappal Christian Wulff lemondása után a CDU/CSU, az FDP, az SPD és a  Szövetség ’90/Zöldek megállapodott abban, hogy ő legyen a Német Szövetségi Köztársaság tizenegyedik szövetségi elnöke. A közvélemény-kutatások alapján az emberek nagy többsége is az ő jelölését támogatta. A 2012. március 18-án megtartott Szövetségi Gyűlésen már az első fordulóban, 991 szavazattal megválasztották szövetségi elnöknek. Ellenfele a Baloldali Párt által jelölt Beate Klarsfeld közíró volt.
Gauck 2012. március 23-án Berlinben letette a hivatali esküt a törvényhozás két háza előtt. Beszédében hitet tett a demokrácia, a szabadság, az európai integráció, a társadalmi igazságosság és a szélsőségek elleni harc mellett.

## Kitüntetései
1999-ben a Rostocki Egyetem Teológiai Kara, 2001-ben a Jénai Egyetem díszdoktori címet adományozott Gaucknak. 1991-ben Theodor Heuss-éremmel, 1997-ben Hannah Arendt-díjjal, 1999-ben Nagy Imre-emlékplakettel, 2001-ben Erich Kästner-díjjal, 2011-ben pedig Ludwig Börne-díjjal tüntették ki.

## Családja
Házasságából négy gyermeke született, ezek közül hárman már az 1980-as években áttelepültek Nyugat-Németországba. Feleségétől 1991 óta külön él, de nem vált el. 2000-től élettársi kapcsolatban él Daniela Schadt újságíróval.

## Főbb művei
- Die Stasi-Akten. Das unheimliche Erbe der DDR (1991)
- A kommunizmus fekete könyve (társszerző, 1998)
- Reite Schritt, Schnitter Tod! Leben und Sterben im Speziallager Nr. 1 des NKWD Mühlberg/Elbe (2007)
- Diktaturerfahrungen der Deutschen im 20. Jahrhundert und was wir daraus lernen können (2007)
- Die Flucht der Insassen: Freiheit als Risiko (2009)
- Winter im Sommer – Frühling im Herbst: Erinnerungen (2009)
- Gerechtigkeit, Versöhnung und Strafe als gesellschaftliche und politische Herausforderungen (2010)

### Magyarul
- Nyári fagyok, őszi kikelet. Visszaemlékezések; ford. Kaposi Luca; Luther, Bp., 2014